# Inès Cagnati
Inès Cagnati (Monclar, 21 febbraio 1937 – Orsay, 9 ottobre 2007) è stata una scrittrice francese.

## Biografia
Inès Cagnati nacque a Monclar, figlia di agricoltori di origini venete.
Di madrelingua italiana, imparò il francese soltanto a scuola, dove fu discriminata in quanto immigrata di umile condizione sociale; malgrado la successiva naturalizzazione, si sentì sempre straniera, come da lei stessa dichiarato in un'intervista del 1989: chiaramente non ero francese, e poi non fui più nemmeno italiana. Così, non ero più nulla.
Ottenuta la laurea in Lettere e l'abilitazione all'insegnamento, dal 1970 fu docente al prestigioso Lycée Carnot di Parigi; in questo periodo iniziò a lavorare al suo primo romanzo, Giorno di vacanza (Le jour de congé), pubblicato nel 1973 e vincitore del Prix Roger-Nimier.
Del 1976 è il secondo romanzo Génie la matta (Génie la folle), per il quale, l'anno successivo, vinse il Prix des Deux Magots. Nello stesso periodo visse brevemente in Brasile con il marito ingegnere, da cui ebbe un figlio e in seguito divorziò.

## Opere

### Romanzi
- Giorno di vacanza, Adelphi, Milano, 2023 - ISBN 9788845937774 (Le jour de congé, 1973 - trad. dal francese di Lorenza di Lella e Francesca Scala).
- Génie la matta, Adelphi, Milano, 2022 - ISBN 9788845936562 (Génie la folle, 1976 - trad. dal francese di Ena Marchi).
- Mosé ou le Lézard qui pleurait (Mosé o la lucertola che piangeva, 1979).

### Racconti
- I pipistrelli, Adelphi, Milano, 2024 - ISBN 9788845939204 (Les Pipistrelles, 1989 - trad. dal francese di Lorenza di Lella e Francesca Scala).